# Душан Балтић
Душан Балтић  (Сушак, 7. III 1927 – Нови Сад, 24. X 1985) био је српски оперски певач.

## Биографија
Школовао се на Музичкој школи Исидор Бајић у Новом Саду, а и приватно у Београду. Од 1948. године члан је Новосадске опере. Временом је преузимао све више улоге баритонског фаха. Певач с великим даром, талентован и за развијање комичних улога. Истиче се и у оперети. Од 1. V 1948. до 31. VIII 1953. члан је Опере Српског народног позоришта у НСаду (у почетку као епизодист, а затим као носилац главних баритонских улога). Од 1. IX 1953. до 31. VIII 1954. је у Градсоком позоришту у Титограду, а од 1. IX 1954. до пензионисања, 31. X 1981, поново у СНП. Био је певач лепе боје гласа, талентован за сценски наступ, са развијеним смислом за обликовање карактерних улога.  Са оперским ансамблом гостовао је у многим местима у земљи и иностранству, а остварио је и низ веома успешних снимака за РТВ НСад од којих су значајни они са Великим тамбурашким оркестром РТВ НСад.